# Francesca Archibugi

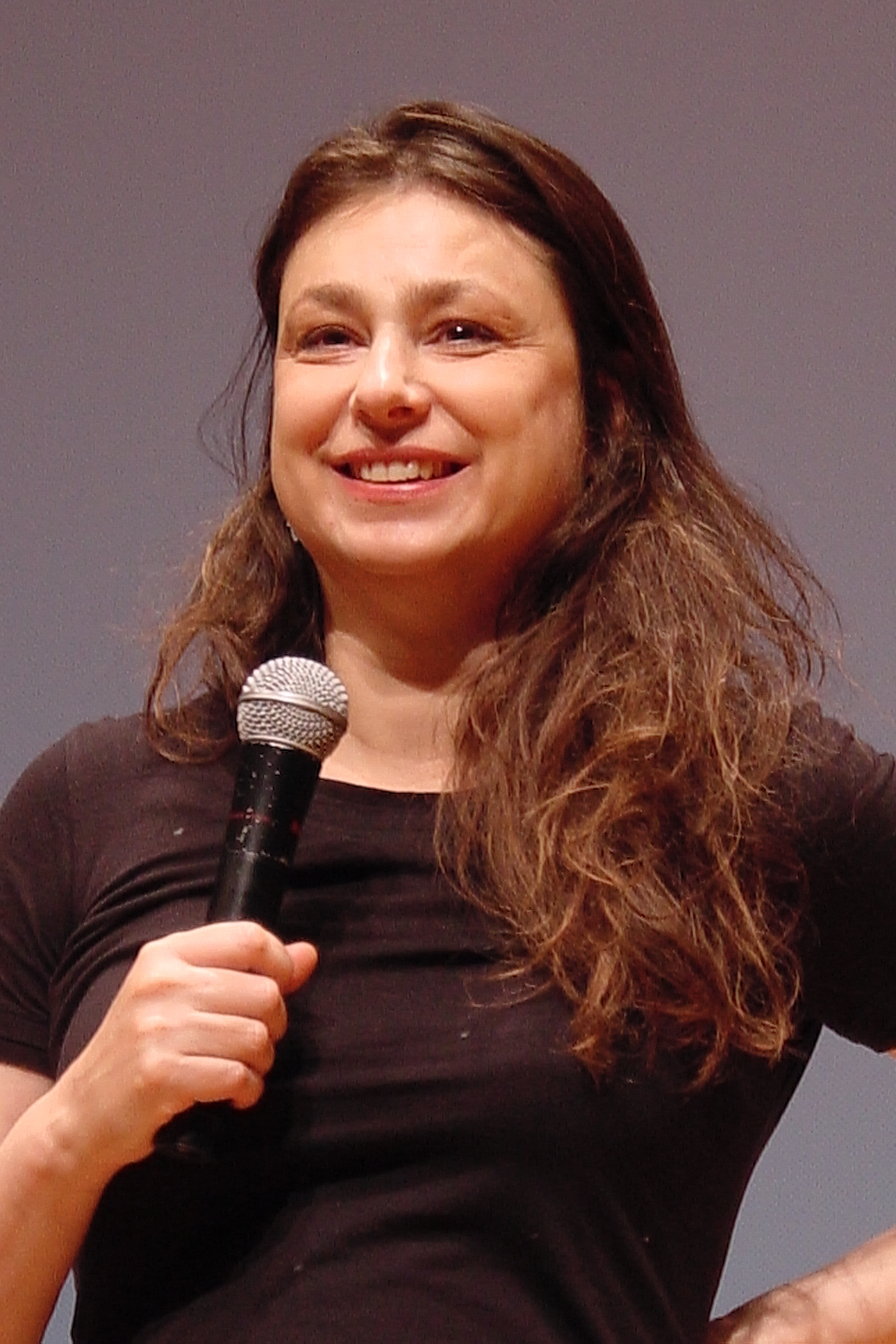
Francesca Archibugi

Francesca Archibugi (* 16. Mai 1960 in Rom) ist eine italienische Filmregisseurin, Drehbuchautorin und Schauspielerin.

## Leben
Archibugi erhielt durch ihre frühe Model-Karriere eine Rolle in Gianni Amicos Fernsehfilm aus dem Jahr 1979 nach Goethes Die Wahlverwandtschaften. Sie entschloss sich, selbst Regie zu führen und besuchte deshalb ab dem Folgejahr das Centro Sperimentale di Cinematografia. Schon vor dessen Abschluss 1983 trat sie mit Kurzfilmen in Erscheinung, von denen sie bis 1986 sechs drehte. Sie besuchte Regie-Kurse von Ermanno Olmi und Drehbuchkurse bei Furio Scarpelli. In zwei Filmen nahm sie Rollen an; 1987 und 1988 wurden zwei Drehbücher verfilmt.
Sie selbst debütierte 1988 mit Mignon è partita im Spielfilmbereich. Der Film gewann unter anderem fünf David di Donatellos. In regelmäßigen Abständen folgten bis heute weitere erfolgreiche Filme, die ebenso regelmäßig prämiert werden. Von der Kritik herausgestellt werden dabei ihr realistischer, nahezu dokumentarischer Stil und ihre bei aller Kargheit der filmischen Stilmittel großen Sensibilität.
Archibugi ist mit dem Filmkomponisten Battista Lena verheiratet.

## Filmografie
Regie
- 1988: Die französische Cousine (Mignon è partita)
- 1991: Am Ende des Tages (Verso sera)
- 1993: Der große Kürbis (Il grande cocomero)
- 1994: L’unico paese al mondo
- 1994: Con gli occhi chiusi
- 1997: La strana storia di Banda Sonora
- 1998: L’albero delle pere
- 2001: Domani
- 2004: Renzo e Lucia (TV)
- 2007: Lezioni di vuolo
- 2009: Eine Sache des Herzens (Questione di cuore)
- 2013: Parole povere (Dokumentarfilm)
- 2015: Il nome del figlio
- 2017: Gli sdraiati
- 2019: Vivere
- 2022: Der Kolibri – Chronik einer Liebe (Il colibrì)

Drehbuch
- 1991: Hoffnungslose Liebe (Cattiva)
- 2016: Die Überglücklichen (La pazza gioia)
- 2017: Das Leuchten der Erinnerung (The Leisure Seeker)

## Auszeichnungen
- Internationale Filmfestspiele von Cannes: Preis der Jury, 1993
- David di Donatello: Dreimalige Gewinnerin
- Nastro d’Argento: Viermalige Gewinnerin
- Festival Internacional de Cine de Donostia-San Sebastián: Gewinnerin 1988
- Internationale Filmfestspiele von Venedig: Dreifache Gewinnerin
- Cinema!Italia: Publikumspreis 2010
- Komtur des Verdienstordens der Italienischen Republik 1996